# Hôtel Banchereau
L’hôtel Banchereau est un hôtel particulier situé à Saint-Malo, dans le département d'Ille-et-Vilaine.

## Histoire
L'hôtel est construit durant le premier quart du XVIIIe siècle par Banchereau, négociant et armateur (armement Quentin et Banchereau) originaire de Tours.
Ce bâtiment fait l’objet d’une inscription au titre des monuments historiques depuis le 31 janvier 1942.